# Чепине
Че́пине — село в Україні, у Кам'янському районі Дніпропетровської області. Населення за переписом 2001 року складало 59 осіб. Входить до складу Верхньодніпровської міської громади.

## Географія
Село Чепине знаходиться на відстані 0,5 км від села Братське та за 1,5 км від селища Новомиколаївка та села Чубарівка. По селу протікає пересихає струмок з загати. Поруч проходять автомобільна дорога Т 0429 і залізниця, станція Верхньодніпровськ за 2 км.

## Населення

### Мова
Розподіл населення за рідною мовою за даними перепису 2001 року:
| Мова       | Кількість | Відсоток |
| ---------- | --------- | -------- |
| українська | 45        | 76.27%   |
| російська  | 14        | 23.73%   |
| Усього     | 59        | 100%     |